# Oblast' della Kamčatka

L'oblast' della Kamčatka era un'unità amministrativo-territoriale dell'Impero russo.

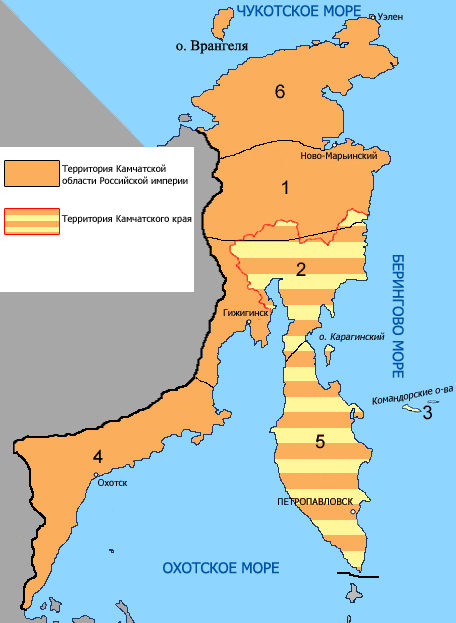
L'oblast' della Kamčatka era un'unità amministrativo-territoriale dell'Impero russo.
Il territorio dell'oblast della Kamčatka nel 1914 comprendeva i sefguenti uezd: 1. Anadir, 2. Gizhiginsky, 3. Commondoro, 4. Okhotsky, 5. Petropavlovsk, 6. Chukotka

## Storia
L'oblast' della Kamčatka fu costituita per la prima volta il 23 agosto 1803 come parte del governatorato di Irkutsk. Il centro dell'oblast' fu scelto a Verkhne-Kamchatsk. Il 21 aprile 1812 l'amministrazione della regione fu trasferita al porto di Petropavlovsk. Nel 1822 l'oblast' fu abolita e sostituita, all'interno del governatorato di Irkutsk, con l'amministrazione marittima della Kamchatka con sede a Petropavlovsk.
Nel 1849, l'oblast' della Kamčatka fu ristabilita dalle aree dall'amministrazione marittima della Kamčatka e dal distretto di Gizhiginskj dell'amministrazione marittima di Ochotsk. Tuttavia, già nel 1856, l'oblast' della Kamchatka fu nuovamente abolita e il suo territorio divenne parte dell'oblast' di Primorskaya.
Con la legge del 30 giugno 1909, l'oblast' della Kamčatka fu ricreata per la terza volta. L'oblast' comprendeva i centri di Petropavlovsk, Ochotsk, Gizhiginskj e gli uezd di Anadyr' e le isole del Commodoro, separate dall'oblast' di Primorskaya. Allo stesso tempo, nel territorio di Chukotka (parte dell'uezd di Anadyr') fu creato l'uezd di Chukotka. Nel 1922, l'oblast' della Kamčatka fu trasformata nel governatorato della Kamčatka.

## Descrizione dello stemma
Nello scudo d'argento ci sono tre poggi o montagne nere sputafuoco (una centrale davanti alle altre due) con una fiamma scarlatta e con del fumo sopra di esse. Lo scudo è coronato dall'antica corona reale ed è circondato da foglie d'oro di quercia, collegate dal nastro di Alessandro.

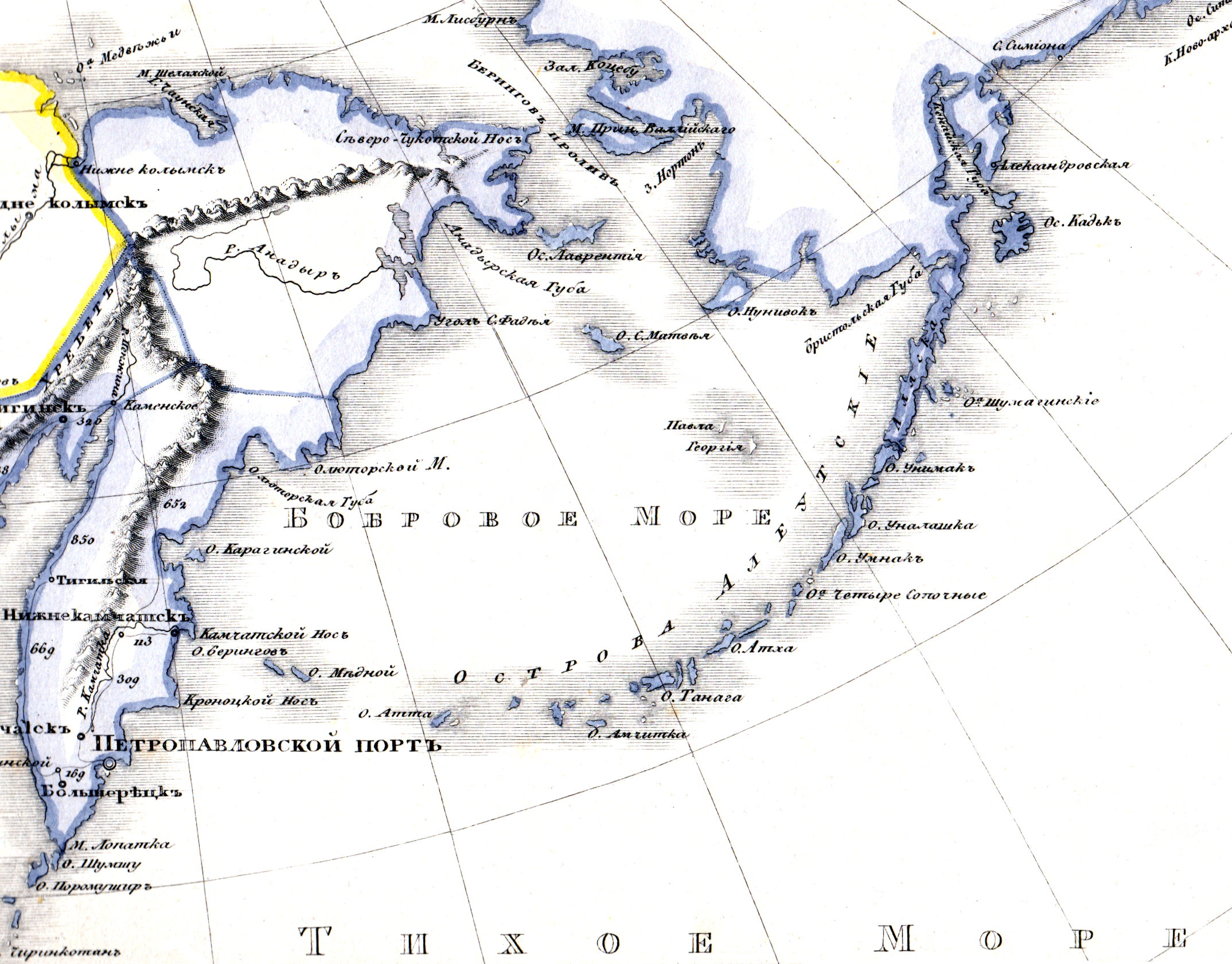
L'oblast' sulla mappa dell'Impero russo nel 1833

## Popolazione
Secondo il censimento del 1897, la popolazione dell'oblast di Kamchatka era esigua e di conseguenza aveva una bassa densità di popolazione; il distretto del Commodoro si distingueva chiaramente tra i distretti generali, in cui la densità media di popolazione era 10 volte superiore.
La popolazione dei distretti dell'oblast' della Kamchatka secondo il censimento sovietico del 1897 era:
| Distretto             | Area, verste quadrate | Area, chilometri quadrati | Densità, persona per chilometro quadrato | Uomini | Donne  | Totale |
| --------------------- | --------------------- | ------------------------- | ---------------------------------------- | ------ | ------ | ------ |
| Anadir                | 458 476,6             | 521 774,91                | 0,02                                     | 5 941  | 6 143  | 12 084 |
| Gizhiginsky           | 185 347,7             | 210 937,22                | 0,04                                     | 3 837  | 3 655  | 7 492  |
| Commondoro            | 1 524,0               | 1 734,41                  | 0,38                                     | 322    | 329    | 651    |
| Okhotsk               | 158 365,4             | 180 229,68                | 0,03                                     | 2 394  | 2 338  | 4 732  |
| Petropavlovsk         | 339 697,1             | 386 596,44                | 0,02                                     | 4 241  | 4 124  | 8 365  |
| Oblast della Kamčatka | 1 143 411             | 1 301 272,66              | 0,03                                     | 16 735 | 16 589 | 33 324 |

## Amministrazione dell'oblast'

### Primo periodo (1803-1822)
Governanti
| Nome            | Titolo o grado    | Durata del mandato                 |
| --------------- | ----------------- | ---------------------------------- |
| Pavel Koshelev  | Maggiore generale | 11 agosto 1803-14 novembre 1806    |
| Ivan Petrovskij | Maggiore generale | 14 novembre 1806 - 23 gennaio 1813 |
| Ilya Rudakov    | Tenente           | 23 gennaio 1813 - maggio 1817      |
| Pyotr Ricord    | Capitano 1º grado | Maggio 1817-1822                   |

### Secondo periodo (1849–1856)
Governatore Militare
| Nome           | Titolo o grado    | Durata del mandato              |
| -------------- | ----------------- | ------------------------------- |
| Vasily Zavoyko | Contro ammiraglio | 2 dicembre 1849-31 ottobre 1856 |

### Terzo periodo (1909-1922)
Governatori
| Nome              | Titolo o grado              | Durata del mandato            |
| ----------------- | --------------------------- | ----------------------------- |
| Vasily Perfiliev  | Consigliere di Stato attivo | 22 luglio 1909-18 giugno 1912 |
| Nikolaj Monomahov | Consigliere di Stato attivo | 18 giugno 1912-1917           |

Vice-governatori
| Nome                 | Titolo o grado              | Durata del mandato |
| -------------------- | --------------------------- | ------------------ |
| Evgenij Bodungen     | Assessore collegiale        | 8 luglio 1909-1913 |
| Aleksandr Chaplinsky | Consigliere di Stato attivo | 1914–1917          |